# Jedlicze (gmina)
Jedlicze – gmina miejsko-wiejska w województwie podkarpackim, w powiecie krośnieńskim. W latach 1975–1998 gmina położona była w województwie krośnieńskim.
Siedziba gminy to Jedlicze.
Według danych z 31 grudnia 2017 roku gminę zamieszkiwało 15 497 osób.

## Struktura powierzchni
Według danych z roku 2002 gmina Jedlicze ma obszar 58,21 km², w tym:
- użytki rolne: 79%
- użytki leśne: 10%

Gmina stanowi 6,3% powierzchni powiatu.

## Demografia

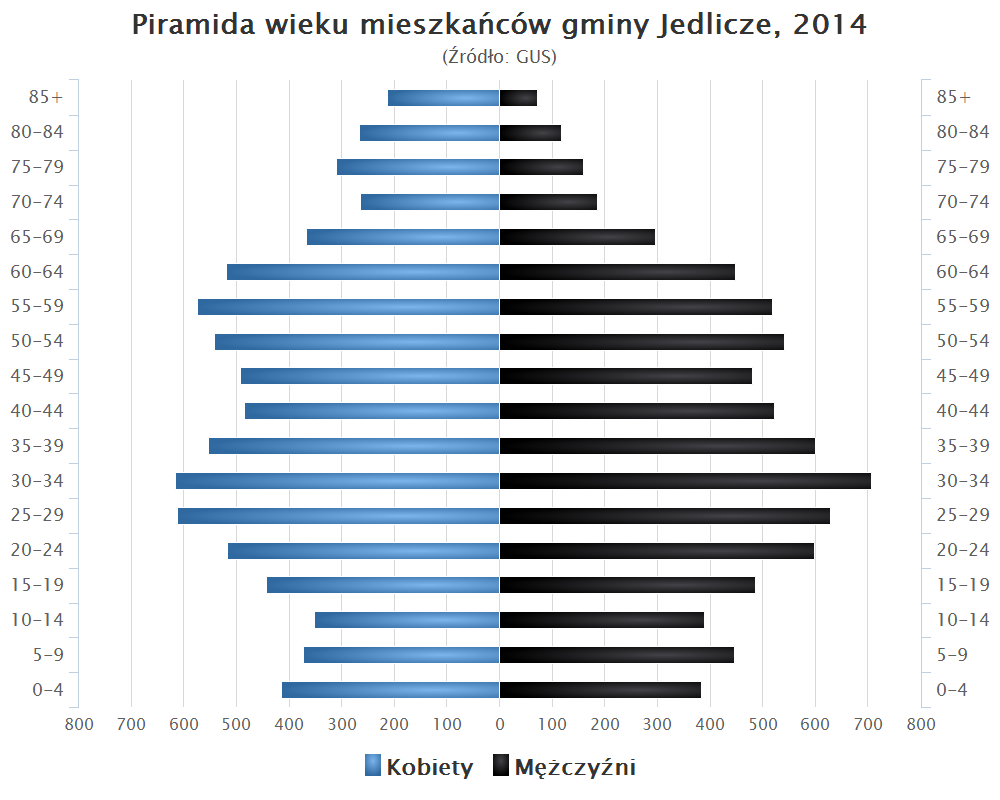
Piramida wieku mieszkańców gminy Jedlicze w 2014 roku

Dane z 31.12.2017 roku
| Opis                              | Ogółem | Ogółem | Kobiety | Kobiety | Mężczyźni | Mężczyźni |
| --------------------------------- | ------ | ------ | ------- | ------- | --------- | --------- |
| jednostka                         | osób   | %      | osób    | %       | osób      | %         |
| populacja                         | 15 497 | 100    | 7 888   | 50,9    | 7 609     | 49,1      |
| gęstość zaludnienia (mieszk./km²) | 265    | 265    | 135     | 135     | 130       | 130       |

## Sołectwa
Chlebna, Długie, Dobieszyn, Jaszczew, Moderówka, Piotrówka, Podniebyle, Poręby, Potok, Żarnowiec.

## Sąsiednie gminy
Chorkówka, Jasło, Krosno, Tarnowiec, Wojaszówka